# Kirche Schwarzbach (Landkreis Greiz)

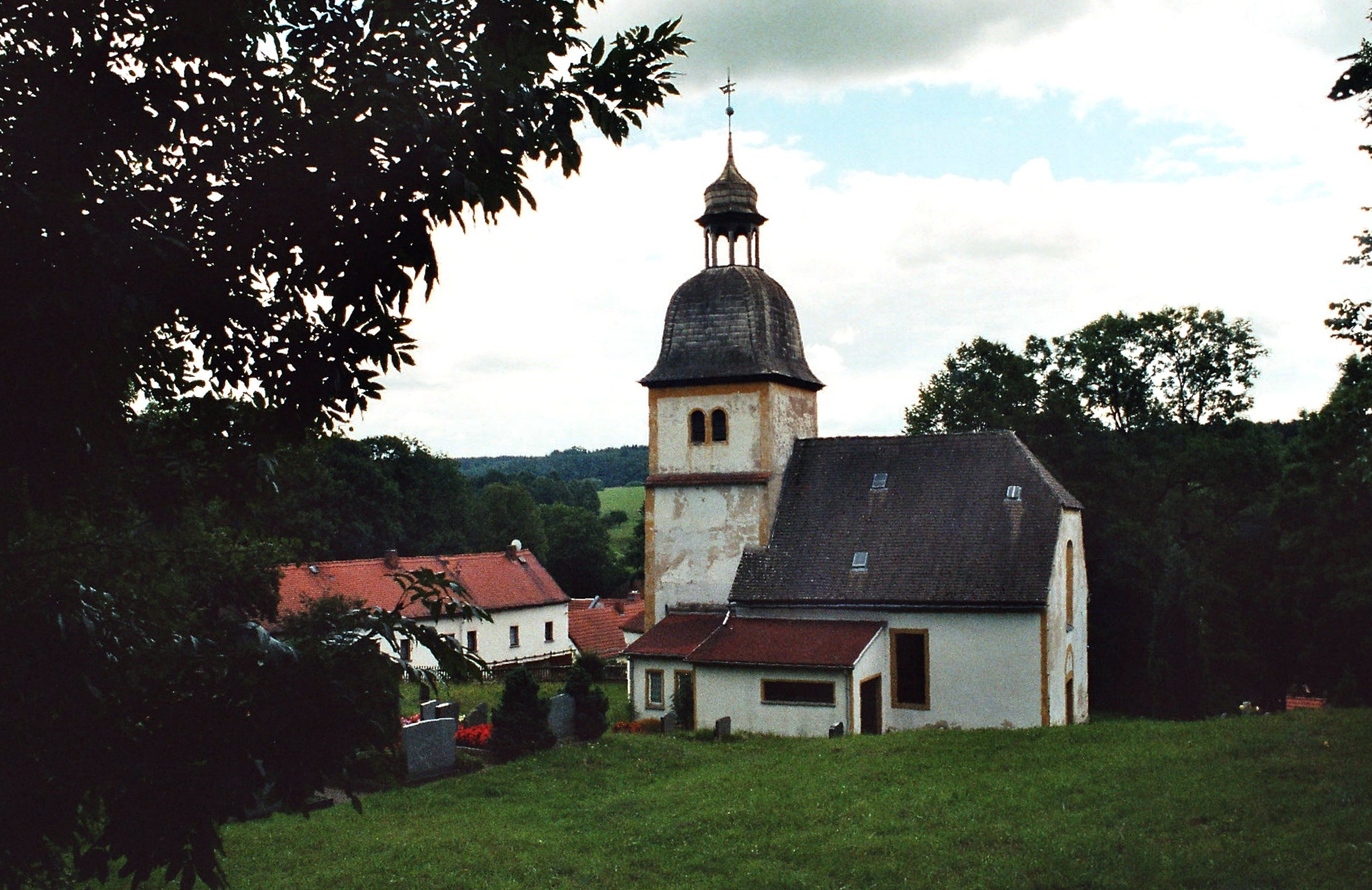
Kirche Schwarzbach

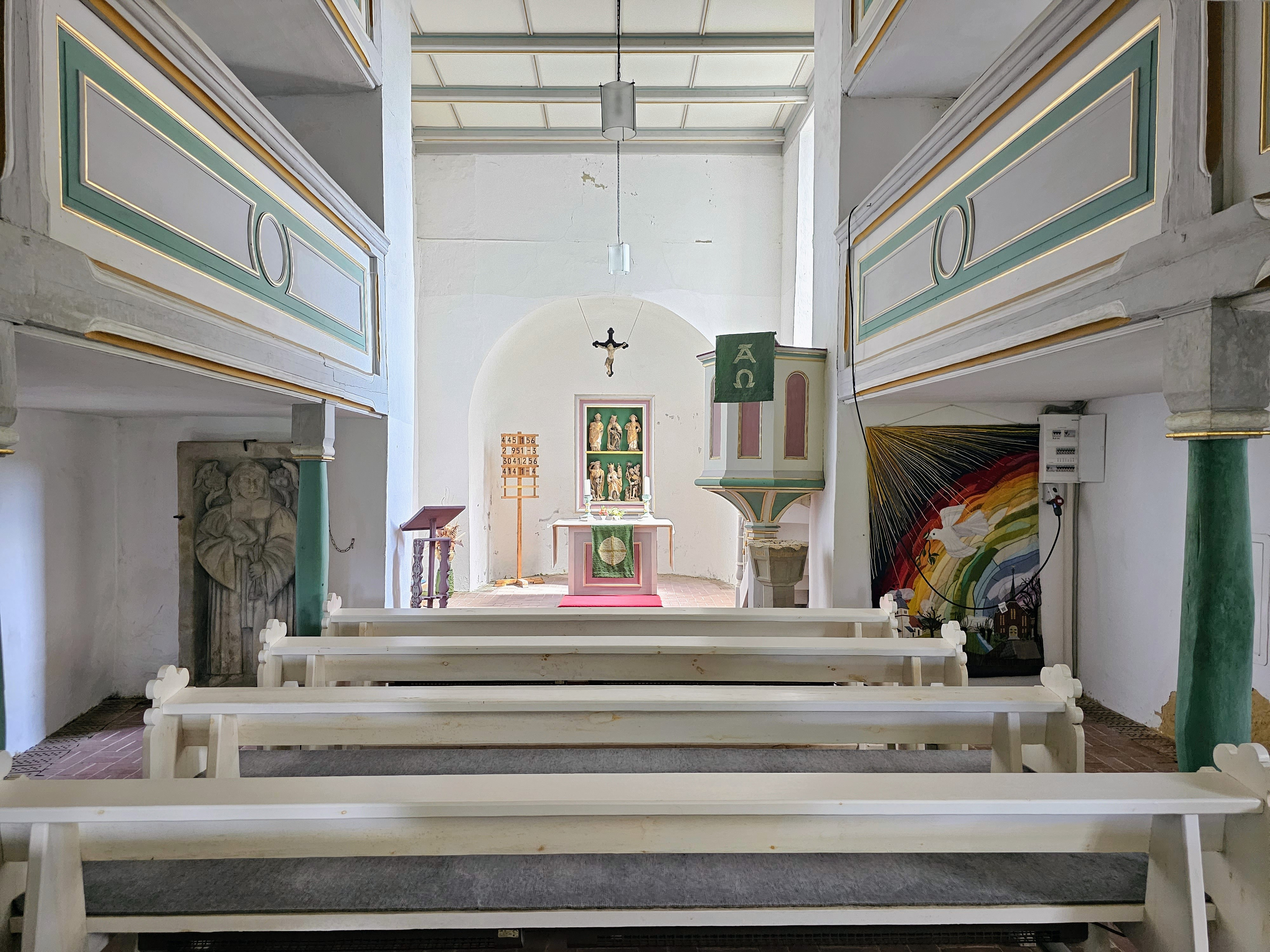
Innenraum (2023)

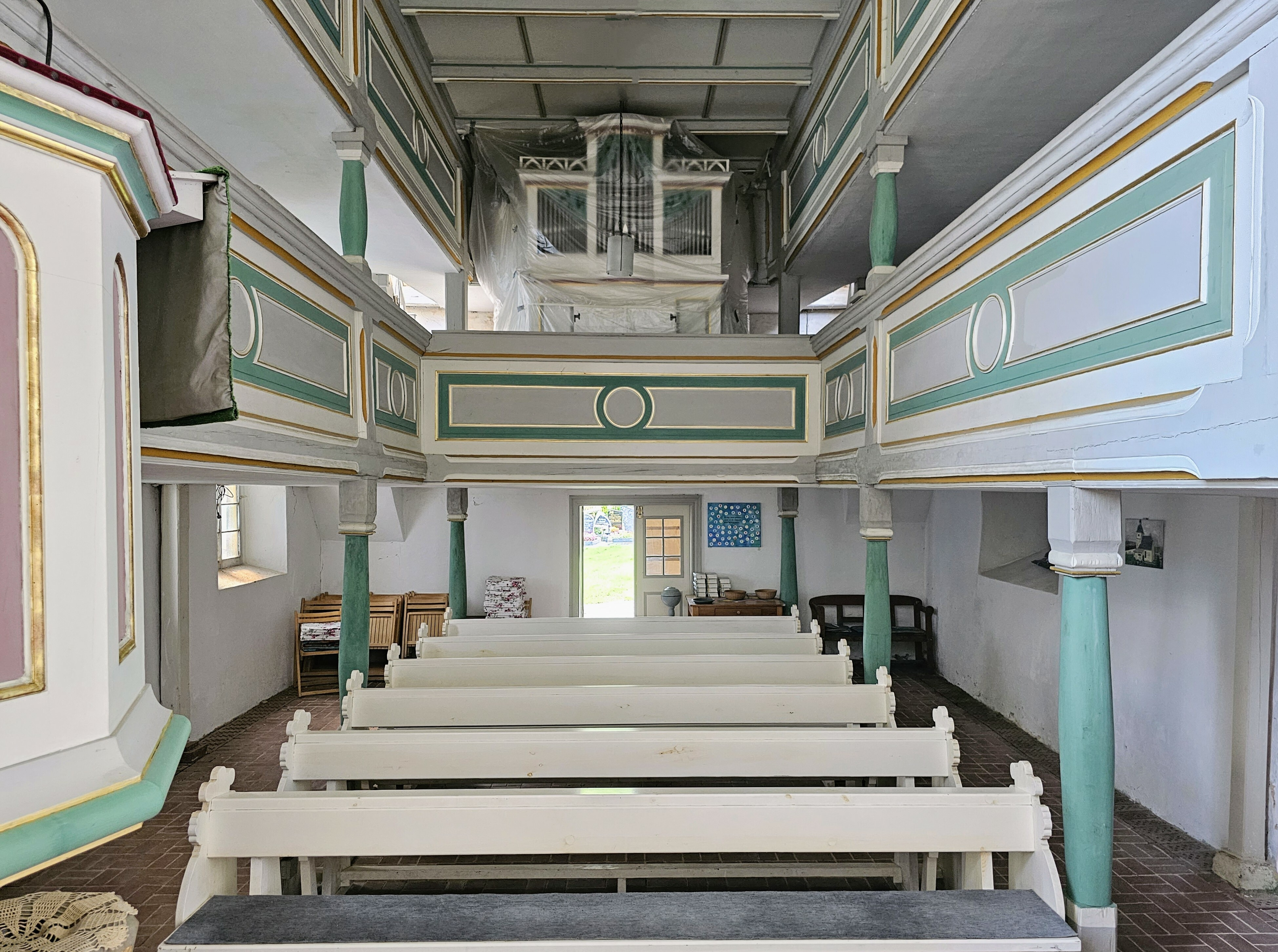
Blick zur Orgel

Die evangelisch-lutherische denkmalgeschützte Kirche Schwarzbach steht auf dem Kirchfriedhof von Schwarzbach, eine Gemeinde im Landkreis Greiz von Thüringen. Der Pfarrbereich der Kirche Schwarzbach liegt im Kirchenkreis Gera der Evangelischen Kirche in Mitteldeutschland.

## Beschreibung
Die Saalkirche ist in wesentlichen Teilen romanischen Ursprungs. Sie hat einen eingezogenen, querrechteckigen Chorturm im Osten, an den eine Apsis mit einer Apsiskalotte angebaut ist. Das Langhaus ist mit einem Krüppelwalmdach bedeckt. Im Innenraum wurden im 17. Jahrhundert zweigeschossige, dreiseitige Emporen eingebaut, deren Brüstungen später erneuert wurden. Ferner wurde er mit einem hölzernen durchlaufenden Tonnengewölbe überspannt, das inzwischen abgehängt wurde. 1899 erhielt der Turm einen neuen Abschluss mit einer geschweiften Haube, die sich in einer offenen Laterne fortsetzt, die mit einer Turmkugel und einer Wetterfahne bekrönt ist. Außerdem wurde der Chor neu ausgestattet. Zur Kirchenausstattung gehört ein neuer Schrein mit sechs kleinen, spätgotischen Statuetten eines Altarretabels. In der Kirche befinden sich mehrere Epitaphien aus dem späten 16. und dem 17. Jahrhundert. Die Orgel wurde am Anfang des 19. Jahrhunderts gebaut.